# Тинганес
Тинганес (фар. Tinganes, «мыс тинга») — небольшой полуостров в городе Торсхавн, столице Фарерских островов, который выдаётся на юг и делит гавань города на две части — Вестараваг (фар. Vestaravág) и коммерческую Эйстараваг (фар. Eystaravág).
Наряду с Тинвальдом на острове Мэн и Тингвеллиром в Исландии Тинганес является одним из старейших мест парламентских собраний. Первое упоминание о всенародном собрании (в то время именовавшемся альтингом) на острове Стреймой встречается в «Саге о фарерцах», и хотя Тинганес не назван явно, упомянутое собрание, имевшее место в 979 году, скорее всего происходило уже там. По одной из версий, это место являлось священным для язычников, на что может указывать происхождение названия «Торсхавн» от имени бога Тора, и первоначально собрания здесь имели под собой религиозную подоплеку. С присоединением островов в 1274 году к Норвегии, а после 1380 года к Дании всенародное собрание превратилось в высший судебный орган и получило название лёгтинга, который продолжал собираться на Тинганесе до своего упразднения в 1816 году. После восстановления лёгтинга в 1852 году уже в качестве законодательного органа он переехал в центральную часть Торсхавна, где находится поныне. Однако на территории Тинганеса, выступающего своеобразным «старым городом» Торсхавна, в котором сохранилась деревянная застройка XVI—XVII веков, до сих пор находится правительство островов и резиденция премьер-министра.